# Președintele Djiboutiului
În Djibouti, președintele este atât șef de stat, cât și șef de guvern al țării și comandantul-șef al Forțelor Armate. De la înființarea funcției de președinte în 1977, au existat doi președinți. Actualul președinte este Ismaïl Omar Guelleh, din 1999.